# Aveiro (Portugalsko)
Aveiro je město na západním pobřeží Portugalska. Podle sčítání lidu z roku 2011 má 78 450 obyvatel. Je druhým největším městem kraje Centro (po Coimbře). S blízkým městem Ílhavo však vytváří souměstí se 120 000 obyvateli. Město je rozděleno na 10 obvodů (freguesias). Pro systém kanálů, jimiž je protkáno, se mu někdy říká "portugalské Benátky". Aveiro je významným přístavem, díky čemuž je ve městě rozvinut obchod a průmysl. Nezaměstnanost patří dlouhodobě k nejnižším v Portugalsku. Ve městě sídlí univerzita, jež se svou úrovní nacházela roku 2013 podle Times Higher Education v třetí stovce žebříčku světových univerzit. Město je proslulé také tradiční místní cukrovinkou Ovos Moles de Aveiro. Ve městě sídlí též populární fotbalový klub SC Beira-Mar, který hraje své zápasy na Estádio Municipal de Aveiro, na němž se hrála dvě utkání mistrovství Evropy roku 2004.

## Galerie

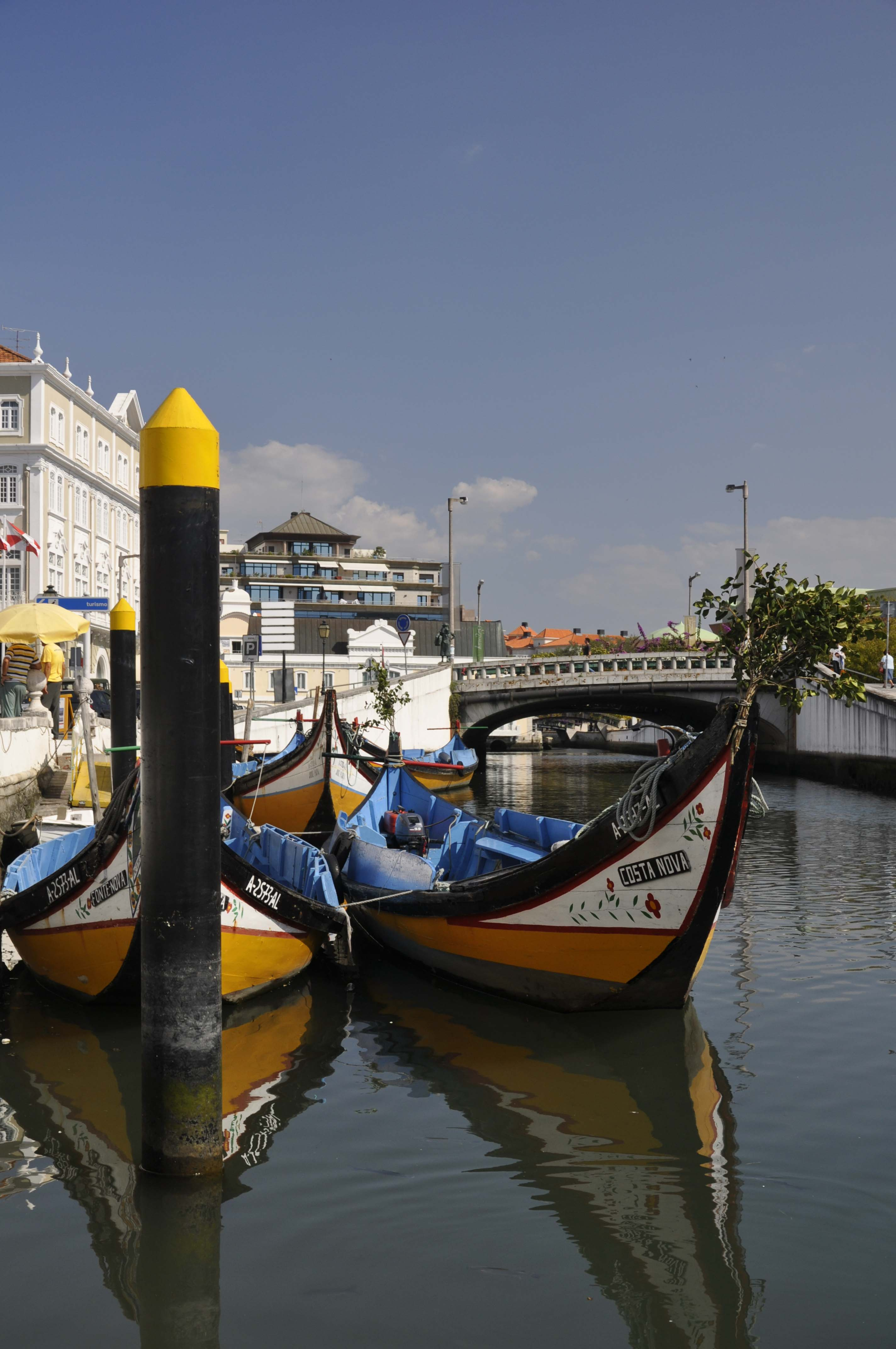
Typické kanály
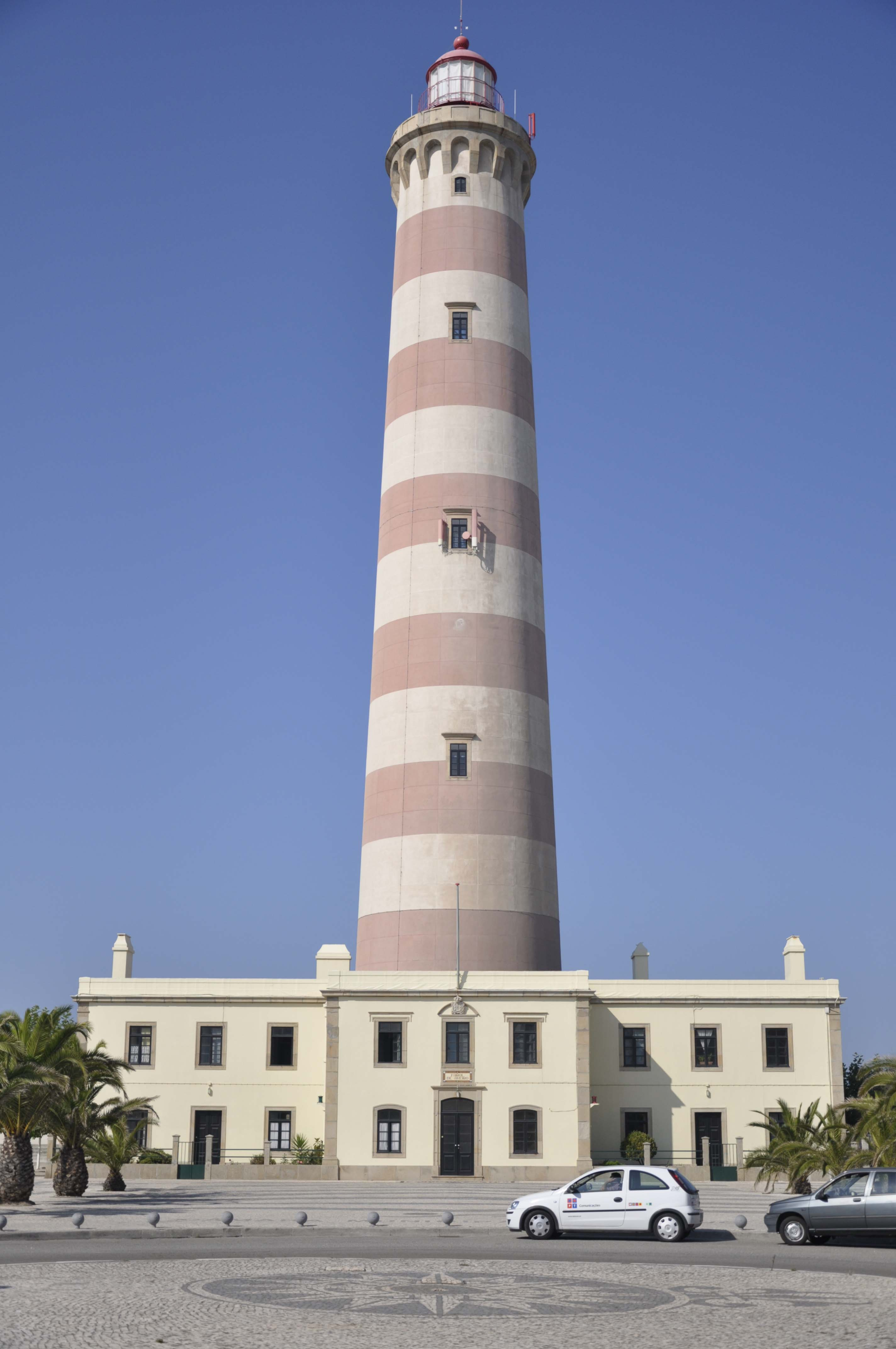
Maják (Praia da Barra).
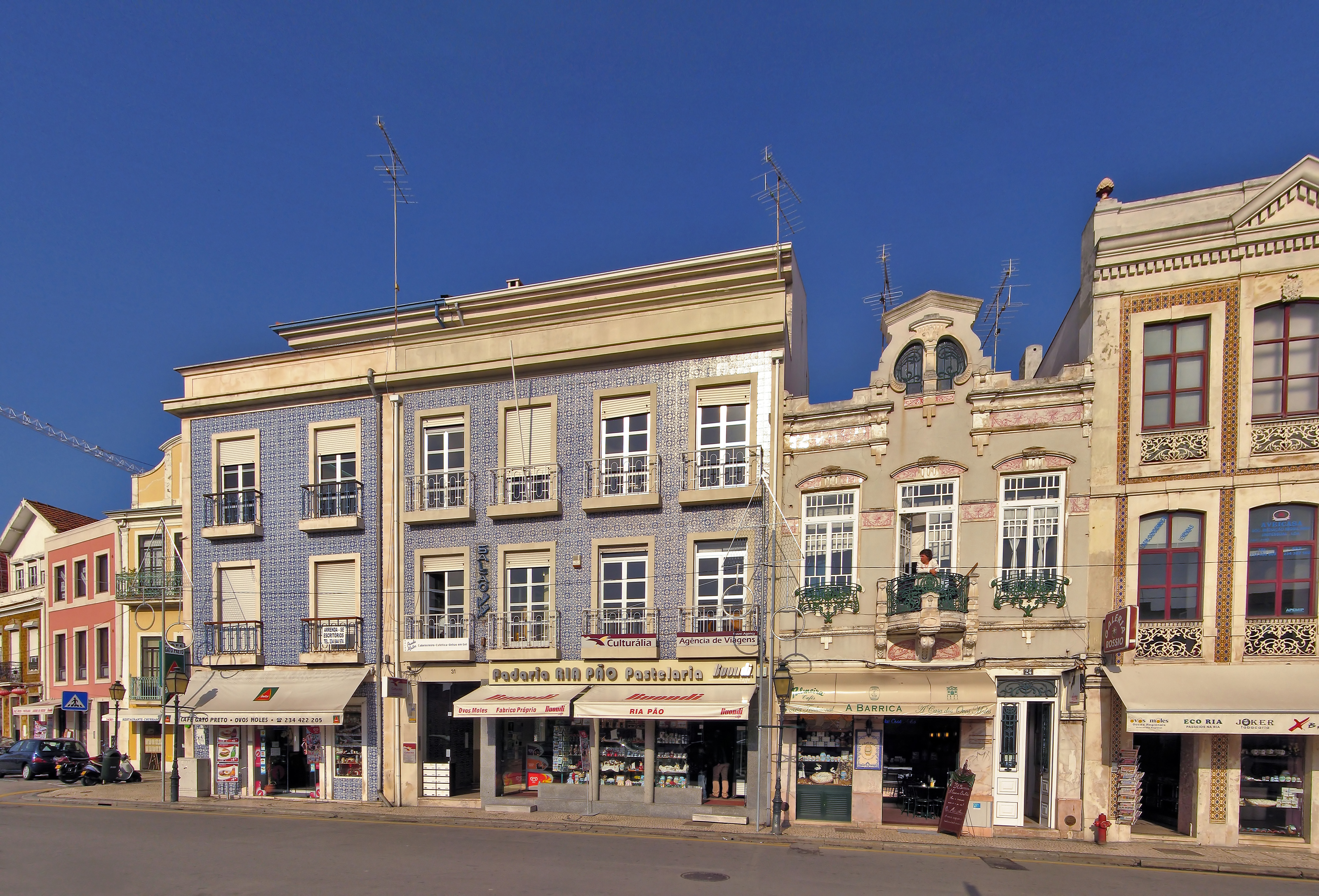
Typické fasády z azulejo (glazovaných keramických kachliček).
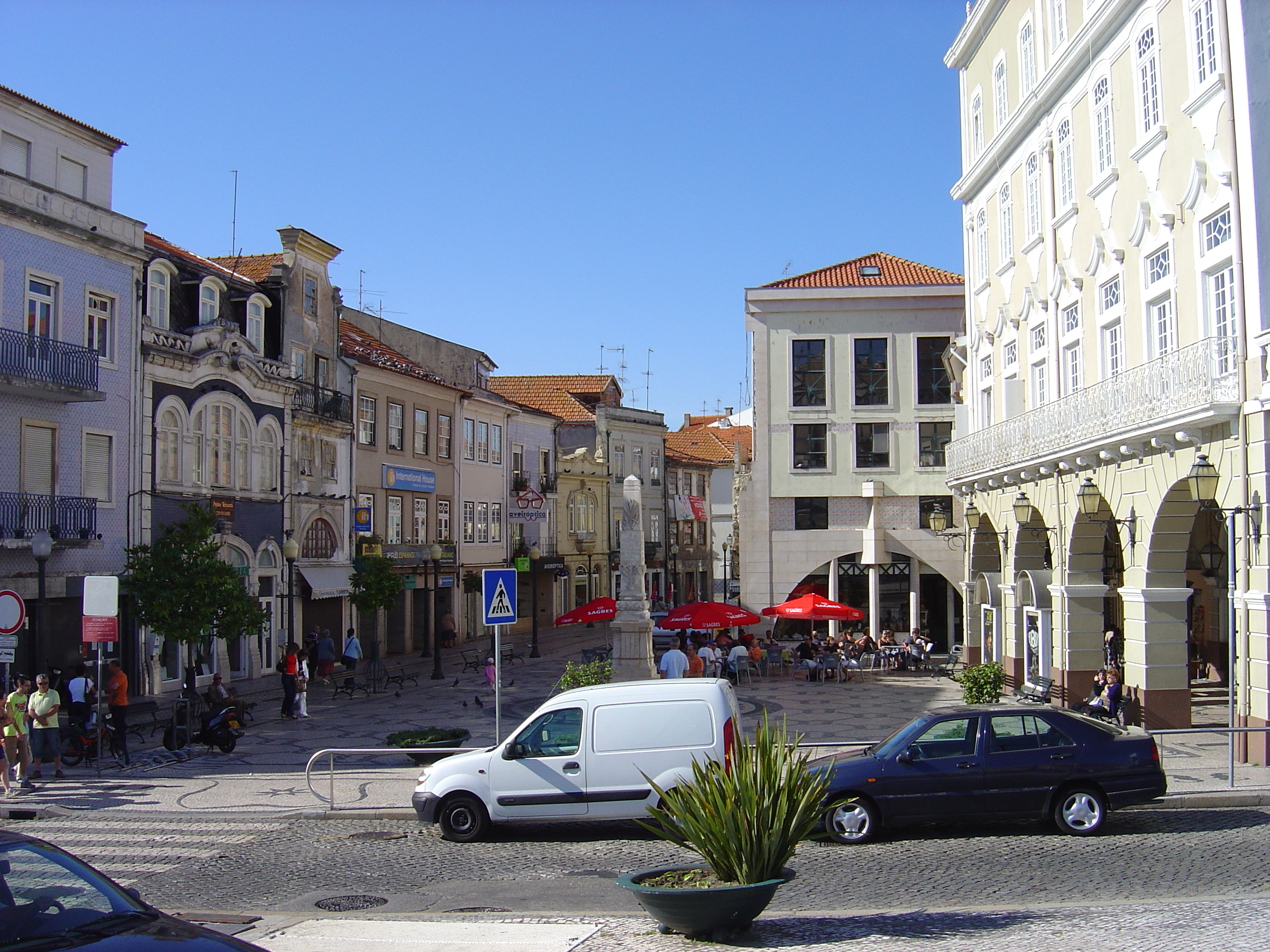
Ulice města
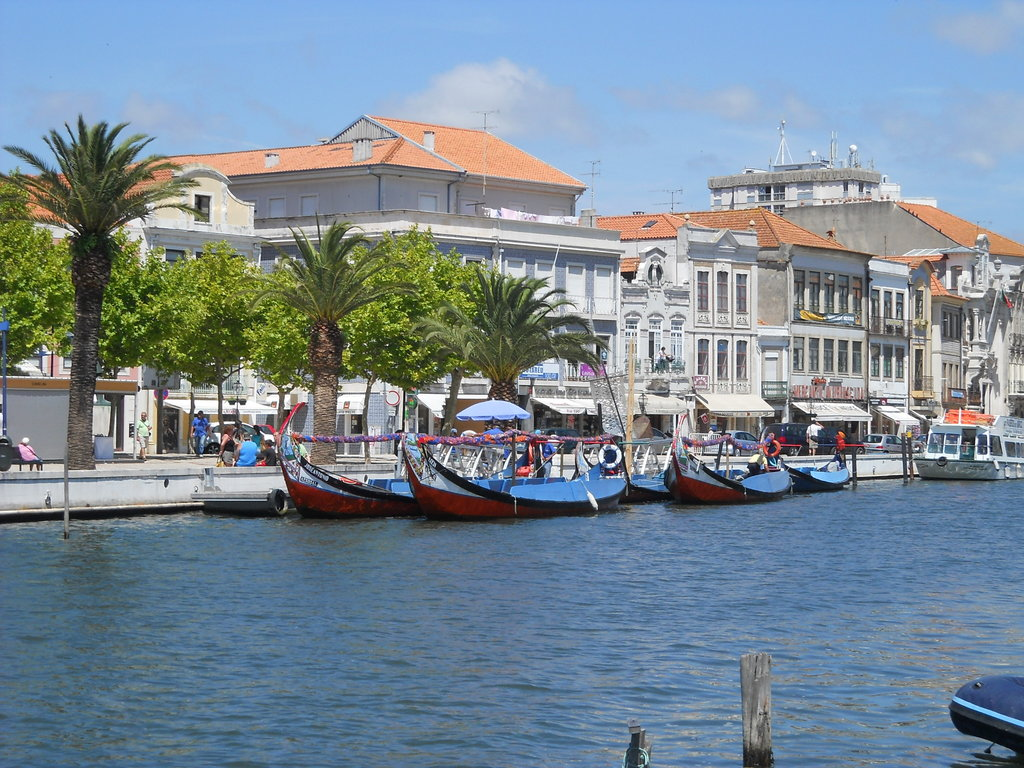
Kanály
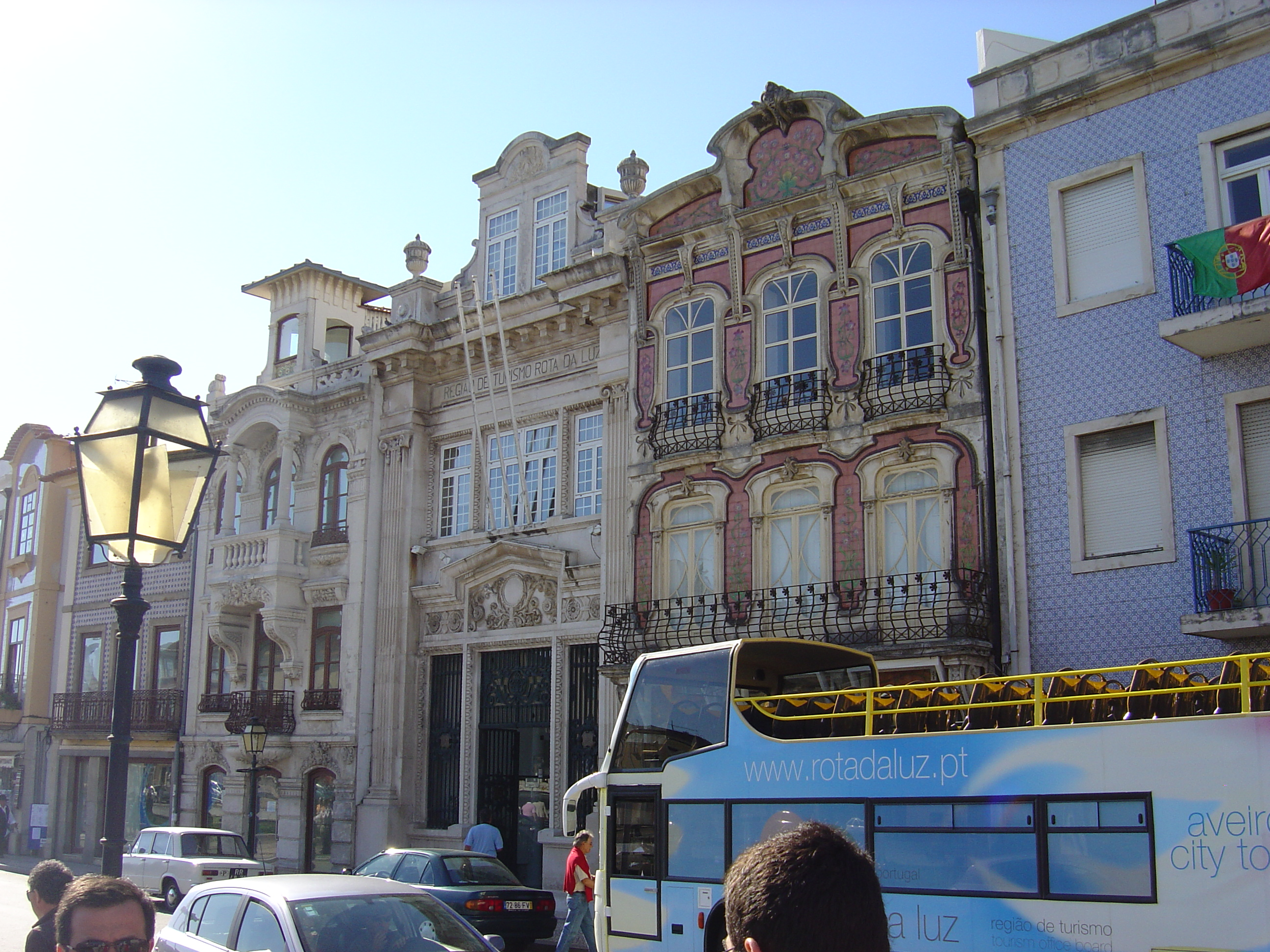
Ulice města
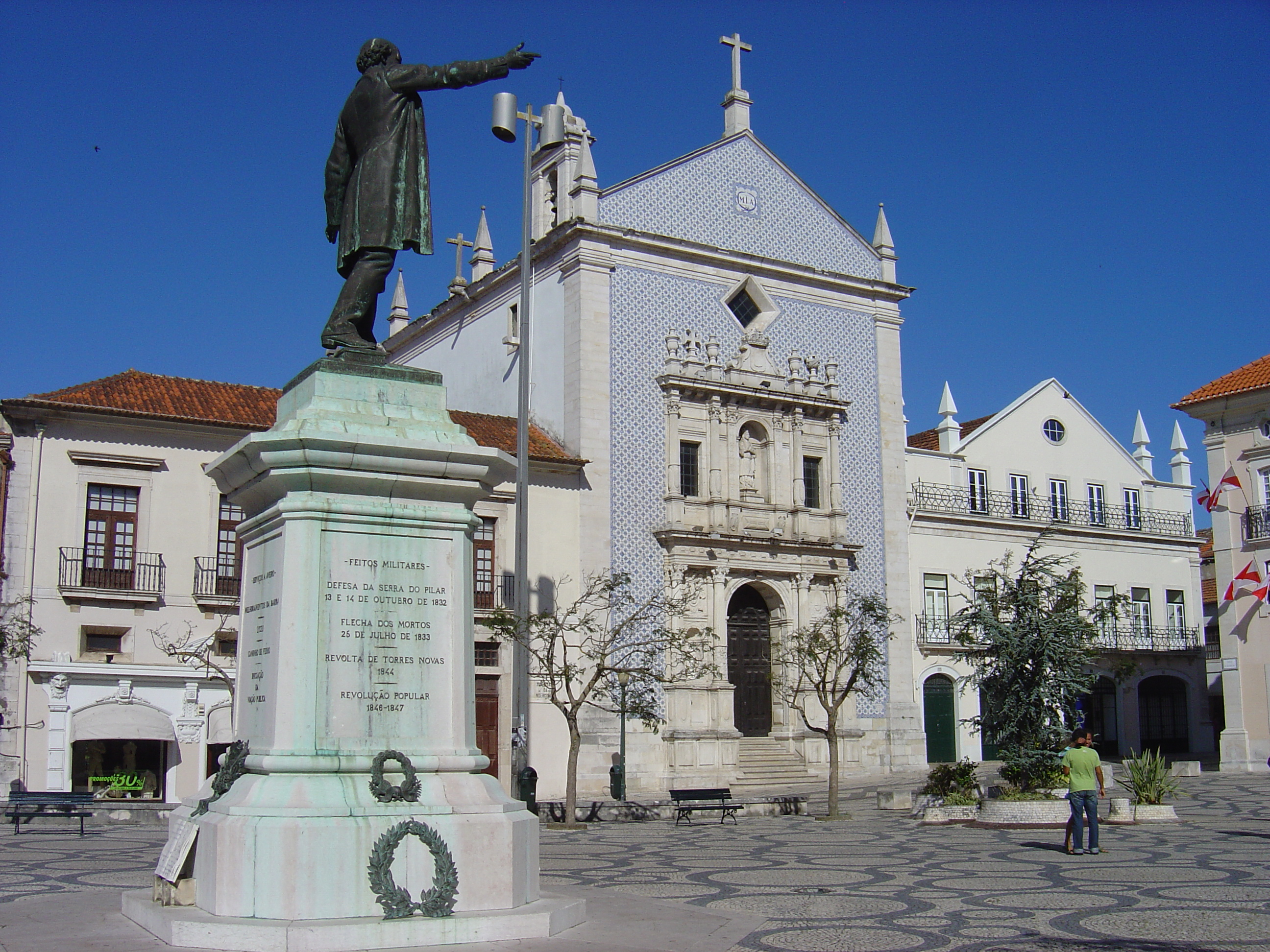
Ulice města
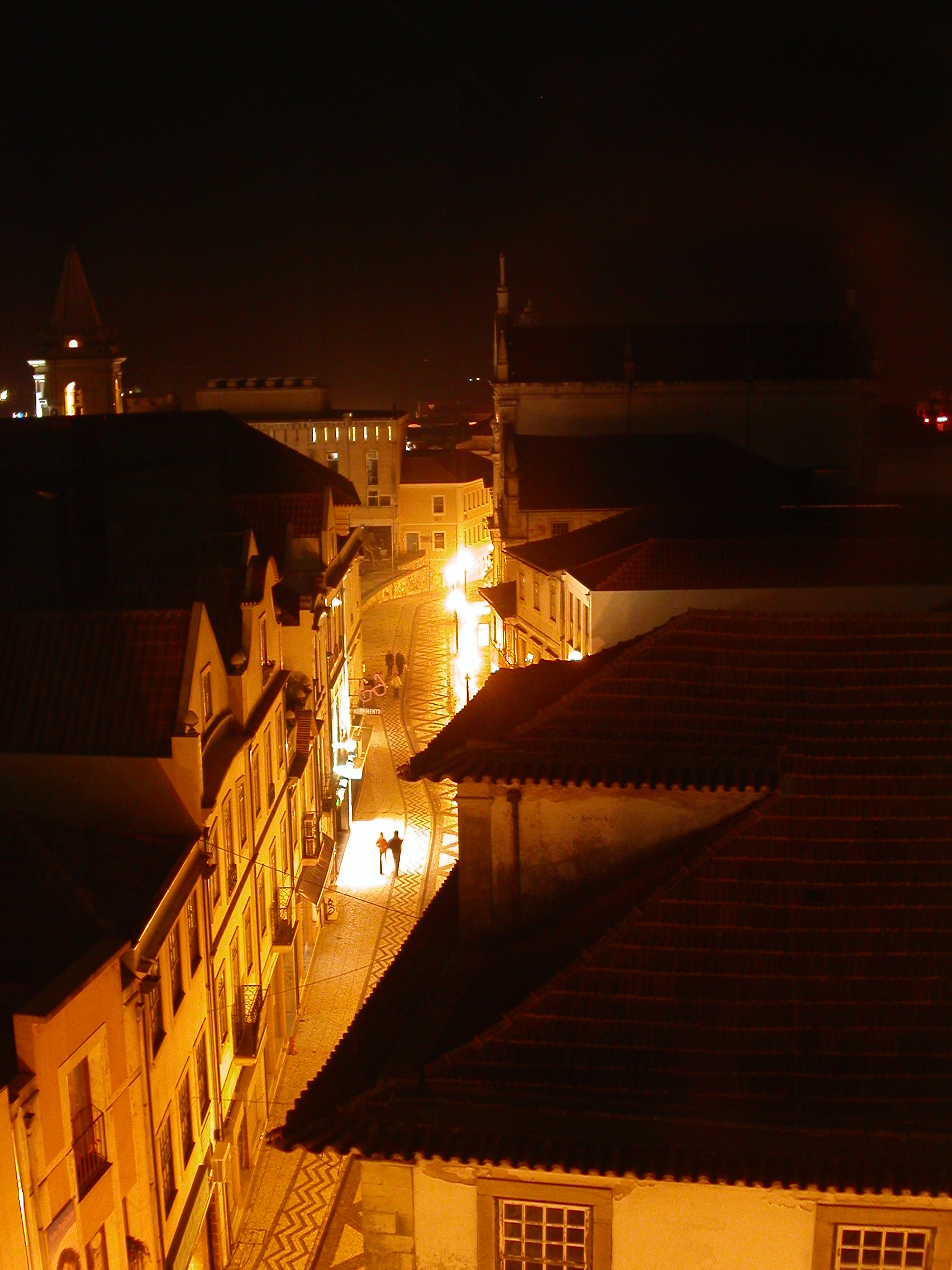
Aveiro v noci
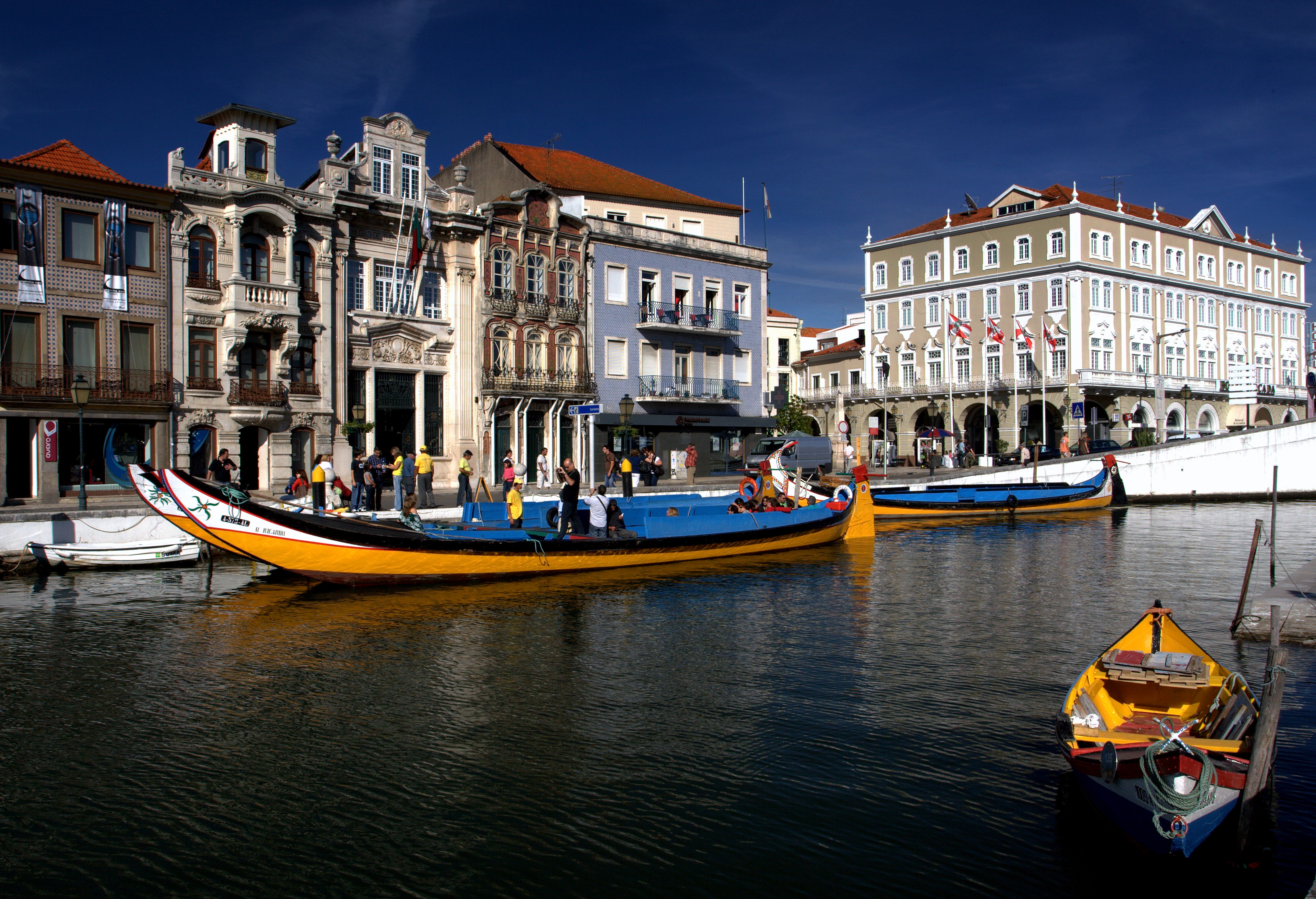
Kanály
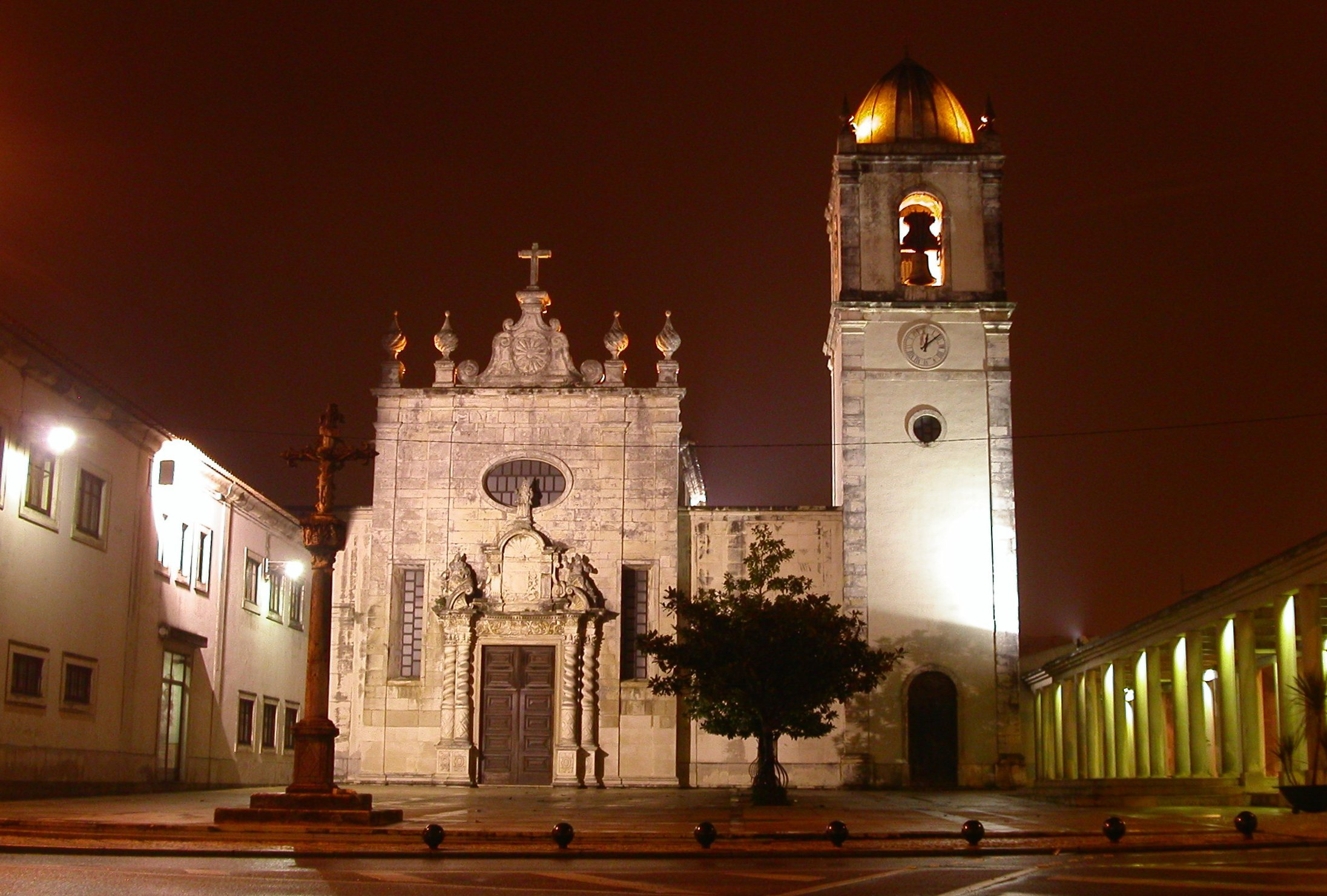
Katedrála
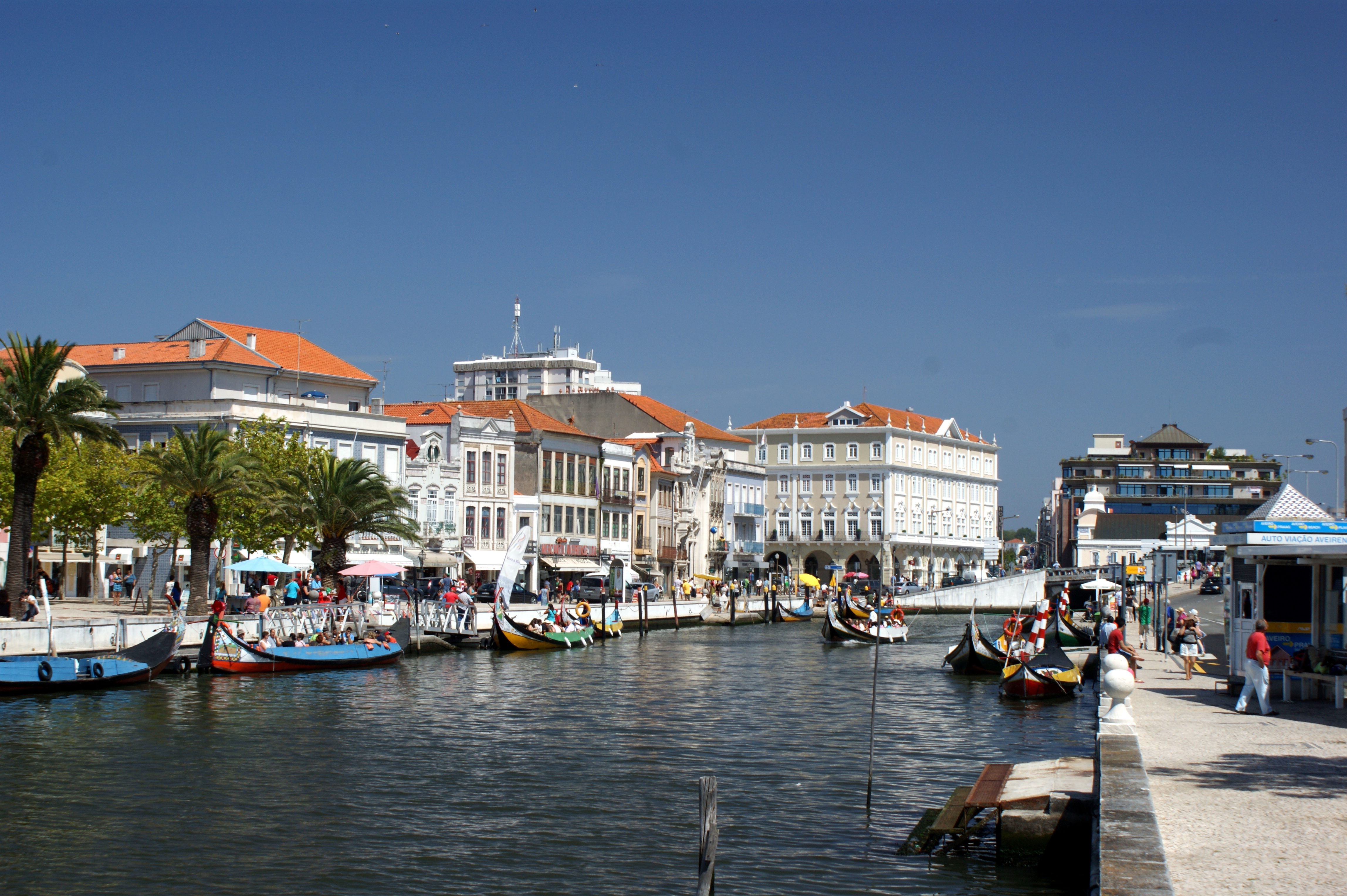
Kanály
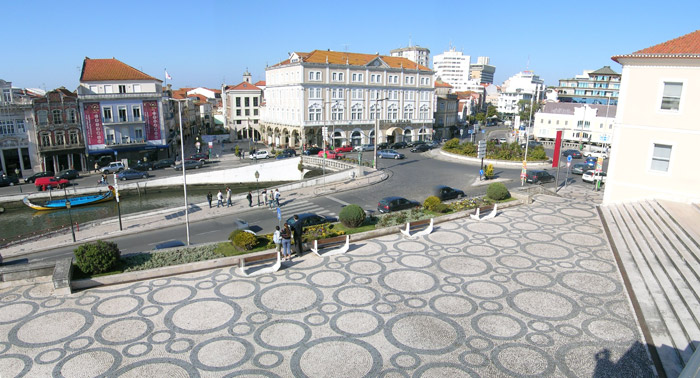
Aveiro
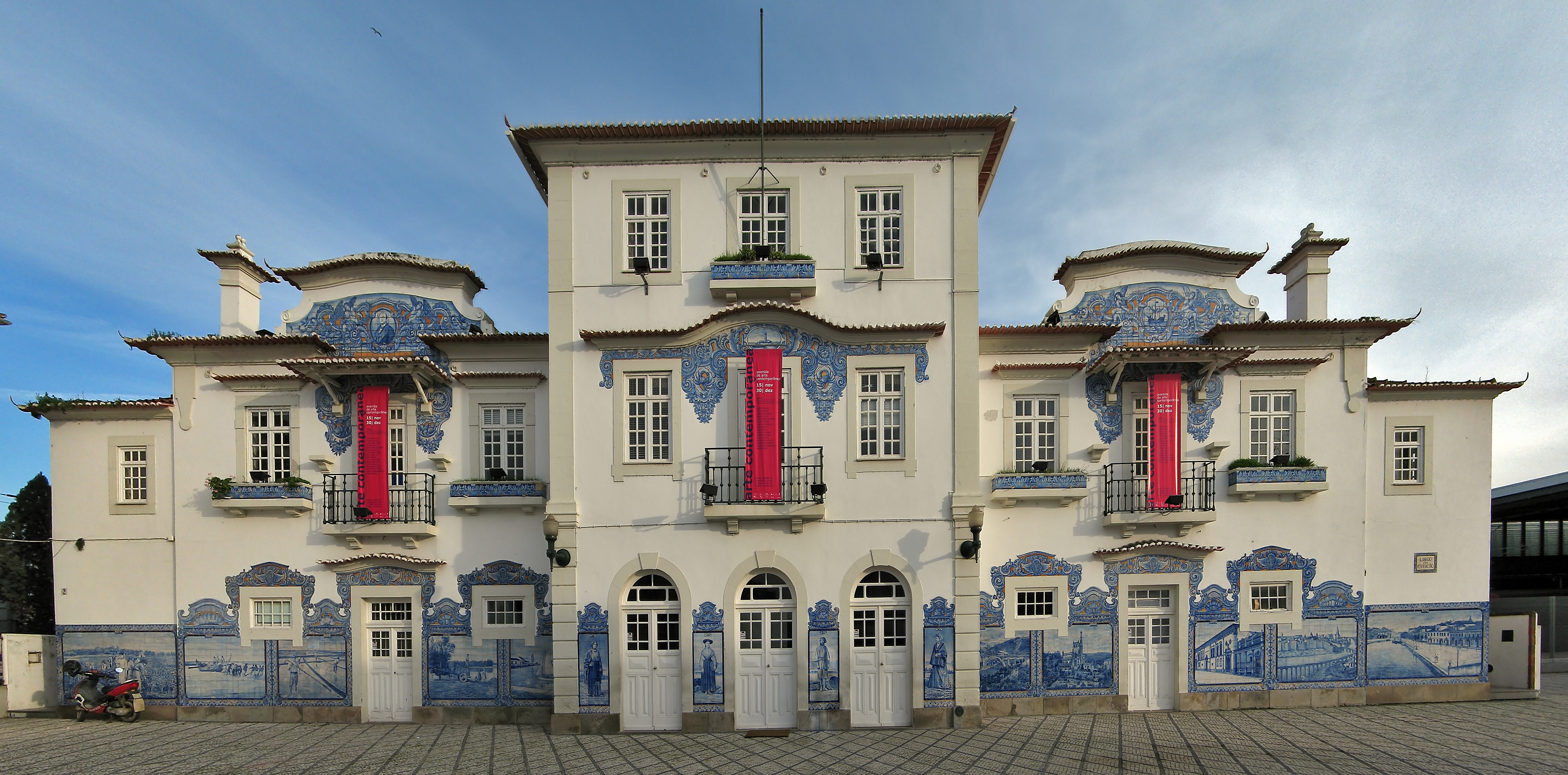
Staré nádraží
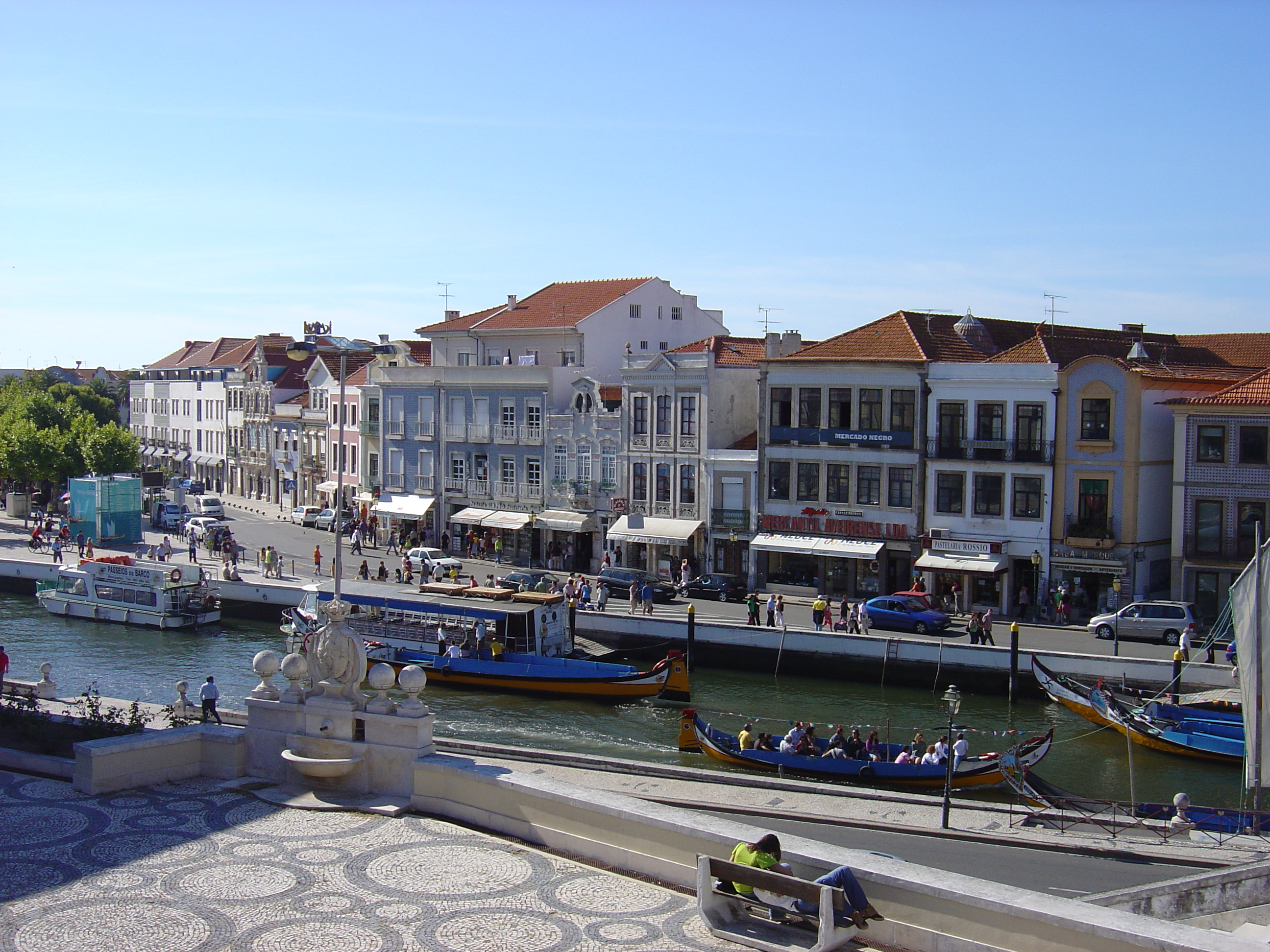
Aveiro
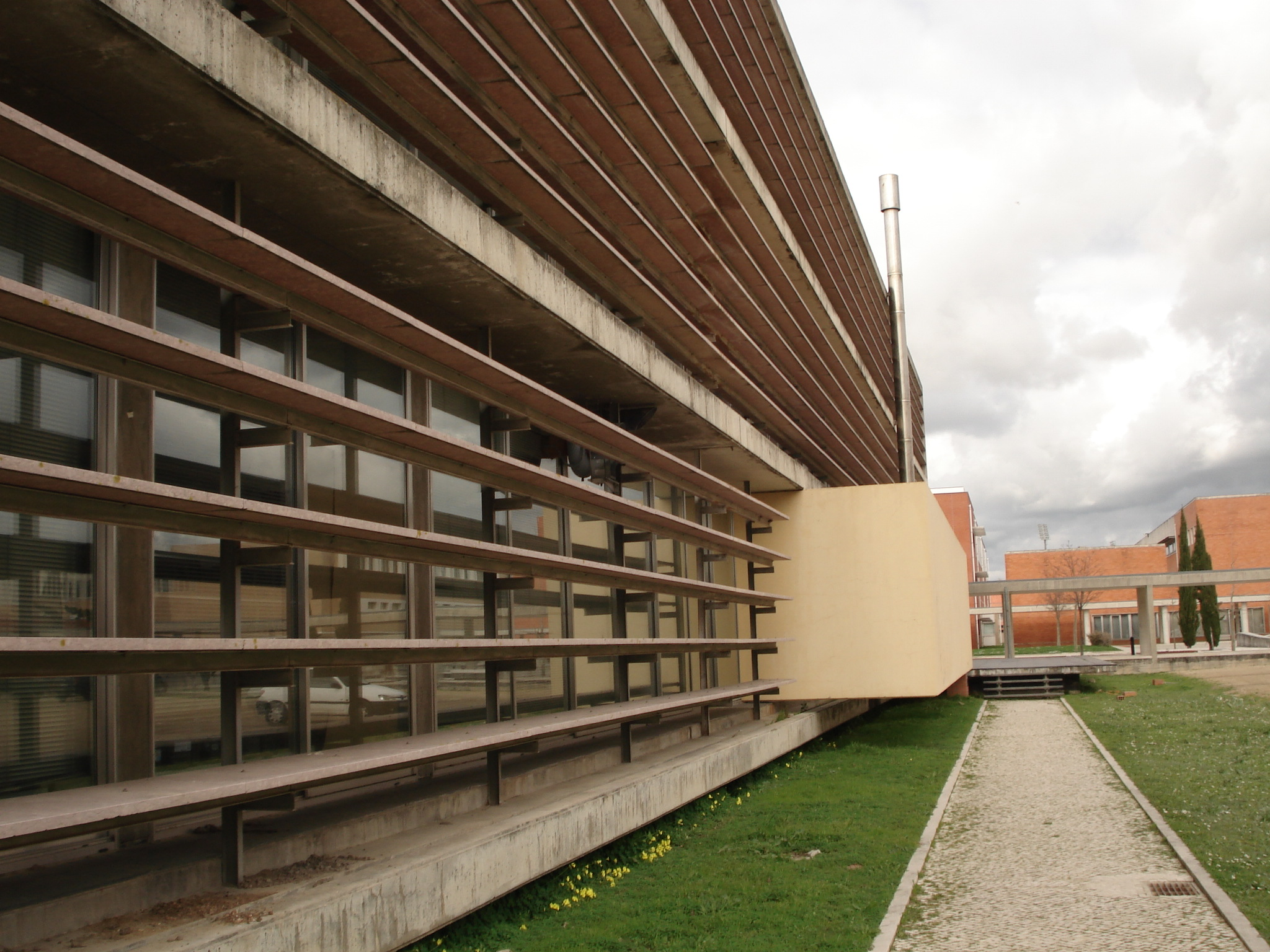
Univerzita
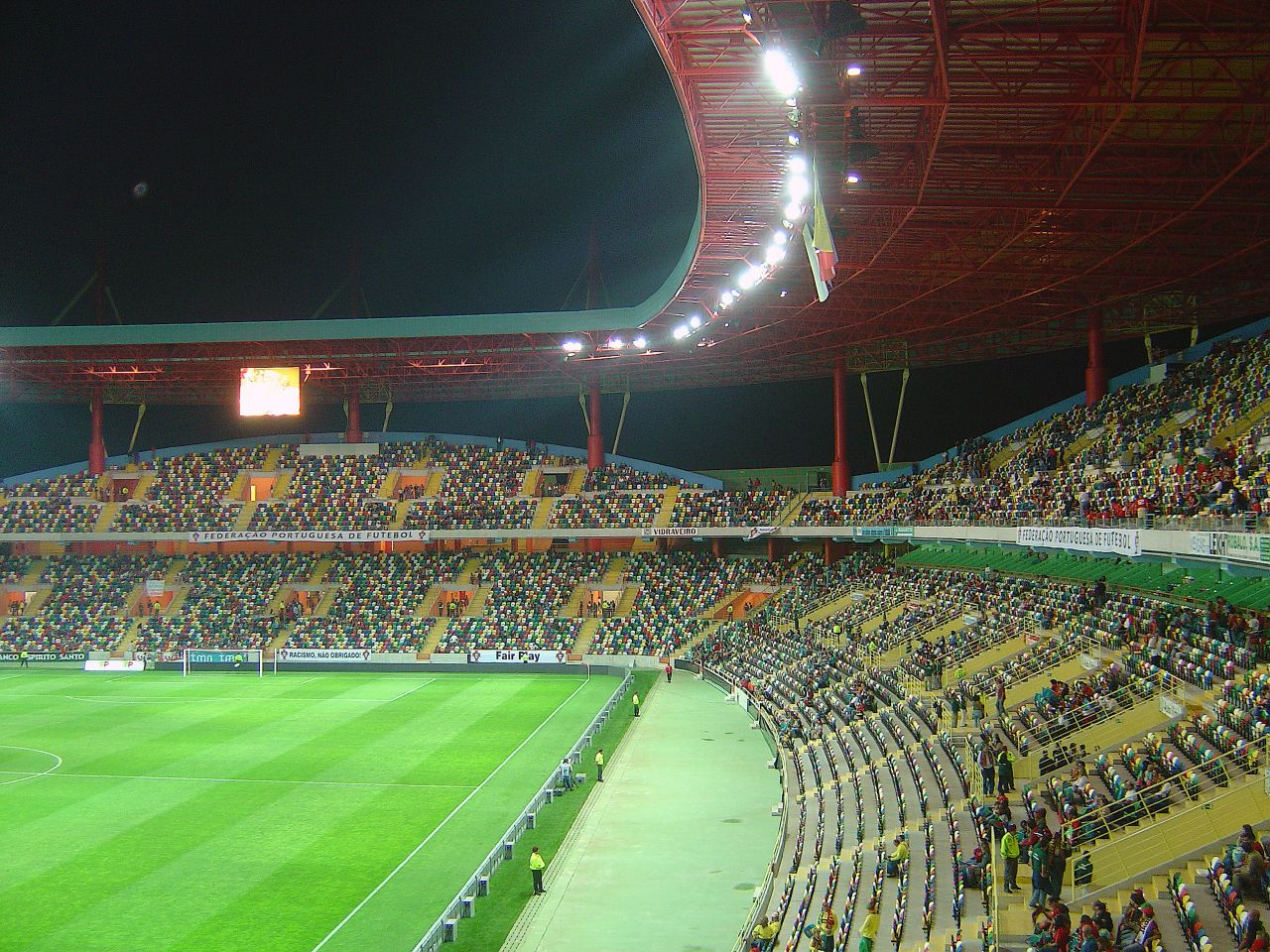
Estádio Municipal